# Conacul Krupenski din Pavlovca
Conacul Krupenski cu parc dendrologic este o clădire amplasată în Pavlovca, raionul Briceni, Republica Moldova. Este un monument arhitectural de importanță națională inclus în Registrul monumentelor Republicii Moldova ocrotite de stat cu nr. 146 (raionul Briceni). Datează de la sf. sec. XIX – înc. sec. XX.